# Sonx
Sonx ist das 14. Studioalbum der Kölner Rockband BAP. Es erschien 2004 bei EMI und erreichte Platz drei der deutschen Albumcharts. Die Tournee zum Album fand zwischen März und Mai 2004 statt.

## Besetzung
Durch den gesundheitlichen Ausstieg von Sheryl Hackett (Percussions) und dem Wechsel von Jens Streifling (Blasinstrumente, Gitarre) zur Kölner Band Höhner war BAP 2003 zum Quintett geschrumpft.

## Songs und Albumcover
Die Lieder des Albums drehen sich um das Kernthema „Liebe, Glaube, Hoffnung“. Der erste Song des Albums Wie, wo un wann? beschreibt eindringlich diese drei Themen. Rövver noh Tanger und Ich wünsch mir, du wöhrs he behandeln wie schon der Song Paar Daach fröher aus dem Album Pik Sibbe (1993) das Thema Marokko. Sie beschreiben zum einen die Fahrt dorthin und erzählen von Land und Leuten, von Sitten und Gebräuchen. Wann immer du nit wiggerweiß, die erste Vorab-Single des Albums, handelt von Freundschaft und Vertrauen. In Absolut ziellos geht es um die Flucht aus der Enge des Alltags. Es beschreibt die Erinnerungen an ehemalige, mittlerweile in alle Winde verstreute Freunde. Unger Linde enn Berlin erzählt die Eindrücke und Geschehnisse im Januar 1984, als BAP sich im Hotel Unter den Linden in Ost-Berlin zur Absage der DDR-Tour 1984 entschlossen haben. Für Maria ist ein Liebeslied und beschreibt in einer Art Road-Movie den gemeinsamen Weg und die herbeigesehnte Zukunft.
Das Albumcover zeigt eine Nahaufnahme einer goldenen Anstecknadel an Wolfgang Niedeckens Jacke, mit den Symbolen Herz (Liebe), Kreuz (Glaube) und Anker (Hoffnung).

### Titelliste der Langspielplatte
1. Wie, wo un wann? – (H. Krumminga, W. Niedecken) – 5:04
2. Jedenfalls vermess – (H. Krumminga, W. Niedecken) – 4:11
3. Rövver noh Tanger – (W. Kopal, W. Niedecken) – 4:46
4. Für Maria – (W. Niedecken) – 4:37
5. Ich wünsch mir, du wöhrs he – (H. Krumminga, W. Niedecken) – 3:43
6. Wann immer du nit wiggerweiß – (M.Nass, W. Niedecken) – 4:28
7. Et ess vorbei – (J. Streifling, W. Niedecken) – 4:38
8. Wie schön dat wöhr – (H. Krumminga, W. Niedecken) – 4:27
9. Unger Krahnebäume – (H. Krumminga, W. Niedecken) – 3:12
10. Jedanke em Treibsand  – (W. Niedecken, H. Krumminga, W. Niedecken) – 4:07
11. Ein für allemohle – (H. Krumminga, W. Niedecken) – 3:25
12. Unger Linde enn Berlin – (M. Nass, W. Niedecken) – 5:01
13. Absolut ziellos – (W. Niedecken) – 3:46
14. Einfach ussortiert – (J. Streifling, W. Niedecken) – 6:05
15. Die Welt ess jrausam – (M. Nass, W. Niedecken) – 4:39
16. Sulang du spills – (J. Streifling, W. Niedecken) – 4:26

### Titelliste der Compact-Disc
1. Wie, wo un wann? – (H. Krumminga, W. Niedecken) – 5:04
2. Jedenfalls vermess – (H. Krumminga, W. Niedecken) – 4:11
3. Rövver noh Tanger – (W. Kopal, W. Niedecken) – 4:46
4. Für Maria – (W. Niedecken) – 4:37
5. Ich wünsch mir, du wöhrs he – (H. Krumminga, W. Niedecken) – 3:43
6. Wann immer du nit wiggerweiß – (M.Nass, W. Niedecken) – 4:28
7. Et ess vorbei – (J. Streifling, W. Niedecken) – 4:38
8. Unger Krahnebäume – (H. Krumminga, W. Niedecken) – 3:12
9. Jedanke em Treibsand  – (W. Niedecken, H. Krumminga, W. Niedecken) – 4:07
10. Ein für allemohle – (H. Krumminga, W. Niedecken) – 3:25
11. Unger Linde enn Berlin – (M. Nass, W. Niedecken) – 5:01
12. Absolut ziellos – (W. Niedecken) – 3:46
13. Einfach ussortiert – (J. Streifling, W. Niedecken) – 6:05
14. Die Welt ess jrausam – (M. Nass, W. Niedecken) – 4:39

Die beiden Lieder Wie schön dat wöhr und Sulang du spills  sind nicht auf der CD, sondern nur auf der Vinylversion des Albums vorhanden.
Von der CD-Version gibt es ebenfalls eine SACD-Version.

### DVD-Version
Das komplette Album ist ebenfalls in einer DVD-Version erschienen. Diese enthält alle 16 Songs der LP-Version (jedoch in leicht abgeänderter Reihenfolge und einigen Bonus-Liedern) in den Formaten DTS 5.1 96/24, Dolby Digital 5.1 und Stereo.
1. Wie, wo und wann? – (H. Krumminga, W. Niedecken) – 5:01
2. Jedenfalls vermess – (H. Krumminga, W. Niedecken) – 4:13
3. Rövver noh Tanger – (W. Kopal, W. Niedecken) – 5:17
4. Für Maria – (W. Niedecken) – 4:36
5. Ich wünsch mir, du wöhrs he – (H. Krumminga, W. Niedecken) – 3:52
6. Wann immer du nit wiggerweiß – (M.Nass, W. Niedecken) – 5:04
7. Et ess vorbei – (J. Streifling, W. Niedecken) – 4:49
8. Unger Krahnebäume – (H. Krumminga, W. Niedecken) – 3:15
9. Ein für allemohle – (H. Krumminga, W. Niedecken) – 3:27
10. Unger Linde enn Berlin – (M. Nass, W. Niedecken) – 5:02
11. Wie schön dat wöhr – (H. Krumminga, W. Niedecken) – 4:28
12. Einfach ussortiert – (J. Streifling, W. Niedecken) – 6:08
13. Absolut ziellos – (W. Niedecken) – 3:49
14. Die Welt ess jrausam – (M. Nass, W. Niedecken) – 4:41
15. Sulang du spills – (J. Streifling, W. Niedecken) – 4:28
16. Jedanke em Treibsand  – (W. Niedecken, H. Krumminga, W. Niedecken) – 4:12

Sonx-Bonustrax:
1. Wie schön dat wöhr (Isis & Jojo-Version) – (H. Krumminga, W. Niedecken) – 3:52
2. Unger Linde enn Berlin (Das Video) – (M. Nass, W. Niedecken) – 3:11
3. Leechterkette locke (Proberaum Version) – (W. Niedecken, J. Dix, Axel Risch, M. Boecker, M. Keul, C. Keul, D. von Senger) – 5:00
4. Straßen wie diese (Gelesener Böll Text) – (H. Böll) – 7:30

### Neuveröffentlichung 2007
Die CD-Version des Original-Albums erschien am 23. März 2007 erneut bei EMI als „Digital Remastered CD“ mit einer zweiten CD, die folgendes Bonusmaterial enthielt:
1. Kaspar (aus „Hommage an Reinhard Mey“, 2002) – 5:49
2. The Ballad Of A Soldier’s Wife (I. Matthews & E. Murphy feat. Wolfgang Niedecken) – 3:45
3. Für Maria (Sonx Sessions, Klavierballaden-Version) – (W. Niedecken)4:47
4. Sulang du spills (Sonx Sessions) – (J. Streifling, W. Niedecken) – 4:27
5. Wie schön dat wöhr II (Sonx Sessions, alternativer Text) – (H. Krumminga, W. Niedecken) – 4:28
6. Straßen wie diese (Sonx Sessions) – (H. Böll) – 7:30
7. Hermann, irgendwann (Demo-Version) – 3:32
8. Wie schön dat wöhr (Isis & Jojo-Version, Live, Münster, 2004) – (H. Krumminga, W. Niedecken) – 3:53
9. Isis (Live, Hachenburg, 2004) – 8:05
10. Wo bess du hück Naach, Marie? (Live, Tuttlingen, 2004) – (B. Dylan; Deutscher Spezialtext: W. Niedecken) – 4:18
11. Jedanke am Treibsand (Ur-Demo, 1997) – (W. Niedecken, H. Krumminga, W. Niedecken) – 5:10
12. Dreimohl zehn Johre (aus „Dreimal 10 Jahre-Album“) – (H. Krumminga, W. Niedecken) – 3:48
13. Nähxte Stadt (aus „Dreimal 10 Jahre-Album“) – (H. Krumminga, W. Niedecken) – 3:44
14. Hollywood Boulevard (aus „Dreimal 10 Jahre-Album“) – (R. Davies) – 5:15

### Single-Auskopplungen
- 9. Februar 2004 – Wann immer du nit wiggerweiß (Radio Edit) / Unger Krahnebäume – [2-Track Version]
- 9. Februar 2004 – Wann immer du nit wiggerweiß (Radio Edit) / Wann immer du nit wiggerweiss (Album-Version) / Straßen wie diese (Gelesener Böll Text)' / Unger Krahnebäume / Sulang du spills – [5-Track Version]
- 7. Juni 2004 – Für Maria (Radio Mix) / Für Maria (Album Version) / Für Maria (Unplugged Version Live vom SWR1-Radiokonzert v. 7. März 2004) / Wo bess Du hück Naach, Marie? (Live Recording von Sonx-Tour in Tuttlingen, 28. April 2004)

## Kritik
Joachim Gauger von laut.de vergibt drei von fünf Sternen. Er stellt fest, dass sich auf dem Album bessere und schwächere Tracks abwechseln. Rövver nach Tanger lebe von eindrucksvollem Bass und Choralgesang im gelungenen Refrain, die Songwriter-Schmonzette  Maria [geschrieben von Niedecken] dagegen nerve mit hüftsteifem Rhythmus und jaulendem und sich doch bald schrecklich banal wiederholenden Gitarrengewichse. Ich wünsch mir, do wöhrs he falle mit seinem synkopierten Rhythmus etwas aus dem Rahmen, bevor Wann immer du nit wiggerweiß und Et ess vorbei mit eingängigen Melodien und charmanten Dur/Moll-Wechseln wieder voll und ganz auf der Rockschiene fahre.